# Quello che so di lei
Quello che so di lei (Sage Femme) è un film del 2017 diretto da Martin Provost.
La pellicola, presentata al Festival di Berlino 2017, narra il difficile riavvicinamento tra due persone dopo trent'anni e un abbandono.

## Trama
Claire ha 49 anni e fa l'ostetrica in un ospedale di provincia in una cittadina sulla Senna, ad ovest di Parigi.
Il figlio Simon studia Medicina a Parigi e lei rischia di rimanere senza lavoro data la prospettata chiusura del suo reparto di maternità.
Un giorno si ripresenta dopo trenta anni Béatrice, la sua matrigna, dalla quale fu lasciata di punto in bianco senza spiegazioni. Lei non sa neanche che Antoine, il suo vecchio compagno e padre di Claire, si è suicidato anni addietro non avendo mai metabolizzato il suo abbandono.
Il risentimento profondo di Claire si scioglie pian piano di fronte alla genuina incoscienza di Béatrice che è rimasta immatura e spiantata, nonostante l'età. Claire è anche mossa da un sentimento di compassione e dalla sua naturale propensione ad aiutare il prossimo, nel momento in cui Béatrice la informa di avere un tumore al cervello.
Claire così si prende cura di Béatrice cui per altro un ulteriore esame conferma l'estrema gravità della situazione. Intanto Simon, con la sua compagna di università, annuncia a Claire di aspettare un bambino. La donna è stupita ma in fondo anche lei ebbe suo figlio a quell'età. E ora, dopo anni senza un compagno, cede alla corte di Paul, un camionista che cura un orto vicino al suo lungo le sponde del fiume. La tenera relazione si fa sempre più seria, anche quando Claire resta senza lavoro e ospita Béatrice a casa sua.
Béatrice, stanca e impaziente, forse anche per non essere di peso alla figliastra con la quale ha ricucito un rapporto che sembrava ormai logoro, se ne va nuovamente, a modo suo. Stavolta però serba un saluto speciale a Claire, affidato ad una lettera con un bacio e con un anello di valore, l'ultima cosa che le era rimasta.

## Produzione
L'azione si svolge nella cittadina di Mantes-la-Jolie, nella regione dell'Île-de-France, sita a circa 60 km ad ovest di Parigi.
Nell'emozione intensa attraverso la quale Claire riferisce a Béatrice del suicidio di Antoine riesce a dare all'evento una forma limpida e fredda dicendo che era sui giornali ed è scritto nero su bianco su Wikipedia.
Il film nasce dalla volontà del regista di rendere omaggio all'ostetrica che gli ha salvato la vita quando è nato.